# Cudowny świat teatru
Cudowny świat teatru. Artykuły i recenzje 1916 – 1962 – zbiór prac (głównie felietonów i recenzji) na temat teatru autorstwa Jana Lechonia. Autor zmarł w 1956 – teksty są więc posegregowane nie według daty ich napisania, lecz publikacji.
Zbiór został wydany w 1981 roku przez Państwowy Instytut Wydawniczy. Teksty zebrał i opracował Stanisław Kaszyński. Stanowią one subiektywną kronikę upodobań teatralnych Lechonia, mimo że Kaszyński wskazał, iż autor zastosował "metody nowoczesnego warsztatu krytycznego". W swojej recenzji dzieła, Joanna Godlewska polemizuje z tą tezą, pisząc że sprawozdania Lechonia są wyraźnymi opisami własnych przeżyć i impresjami teatralnymi. Część z nich jest utrzymana w poważnym tonie, ale inne są pełne dowcipu, złośliwości i mocno osobistych ocen. Autor ośmiesza między innymi recenzentów, autorów dramatycznych, czy urzędników, w jego opinii szkodzących teatrowi. Uderza też w teatralny sentymentalizm, pretensjonalność i mistyfikacje artystyczne. Poświęca dużo miejsca opisom kreacji teatralnych.